# 福尔芒坦
福尔芒坦（法語：Formentin，法語發音：[fɔʁmɑ̃tɛ̃] ⓘ）是法国卡尔瓦多斯省的一个市镇，属于利雪区。

## 地理
福尔芒坦（49°11'52"N, 0°8'29"E）面积5.93 平方千米，位于法国诺曼底大区卡爾瓦多斯省，该省份为法国西北部沿海省份，北濒大西洋英吉利海峡，东北与滨海塞纳省以海上边界相接，东临厄尔省，南至奧恩省，西与芒什省接壤。
与福尔芒坦接壤的市镇（或旧市镇、城区）包括：欧维拉尔、博讷博、克拉尔贝克、勒富尔内、马内尔布、圣伊梅尔、勒托尔凯讷。

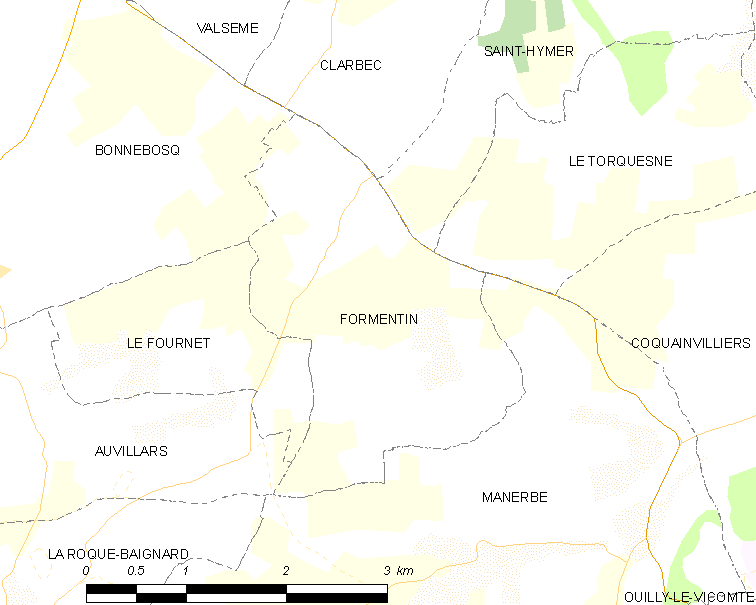
福尔芒坦的OSM定位图

福尔芒坦的时区为UTC+01:00、UTC+02:00（夏令时）。

## 行政
福尔芒坦的邮政编码为14340，INSEE市镇编码为14280。

## 政治
福尔芒坦所属的省级选区为梅济东瓦莱多日县。

## 人口

1962-2008年间福尔芒坦人口变化图示

福尔芒坦于2022年1月1日时的人口数量为268人。